# Tonkraft
Tonkraft var ett radioprogram i Sveriges Radio P3 som sändes åren 1971–1982. Programmets producent och programledare var Christer Eklund och Anders Klintevall. 
Tonkrafts programidé var att spegla det levande rytmiska musiklivet (rock, jazz och folkmusik) genom konserter från Radiohusets studios (främst studio 4) och spelställen runtom i Sverige. Flertalet av banden var svenska, men många utländska grupper och artister var också med i programmet. Den svenska musikrörelsen, eller "proggen", fick en plattform i Tonkraft, men utgjorde bara en del av alla musikaliska uttryck som programmet förmedlade. 
Ett stort antal av inspelningarna för Tonkraft finns idag utgivna på Sveriges Radios förlag i CD-boxen Progglådan. Under 1970-talet gav Sveriges Radio  ut LP-skivor vartannat år med innehåll från programmen.